# Herman II (landgraf Turyngii)
Herman II (ur. 28 marca 1222 r. w Creuzburgu, zm. 3 stycznia 1241 r. tamże) – landgraf Turyngii od 1227 r. z rodu Ludowingów.

## Życiorys
Herman II był jedynym synem landgrafa Ludwika IV Świętego i Elżbiety, córki króla Węgier Andrzeja II. W chwili śmierci ojca podczas V wyprawy krzyżowej miał zaledwie 4 lata. Rządy w Turyngii w imieniu małego Hermana przejął wówczas brat jego ojca Henryk Raspe (przyjął jednak pełne tytuły brata). Doszło do konfrontacji między regentem a matką Hermana (na tle negatywnego stosunku Henryka do dobroczynności Elżbiety, która groziła uszczupleniem dóbr rodowych), w wyniku której matka odsunęła się z dworu i pozostawiła swe dzieci (zmarła w 1231 roku). Do 1234 roku współrządy z Henrykiem Raspe sprawował też inny brat Ludwika Świętego, Konrad, który jednak w 1234 roku wstąpił do zakonu krzyżackiego (a w 1239 roku został jego wielkim mistrzem). 
W 1238 r. Herman został dopuszczony przez stryja do współrządów; w tym samym roku został zaręczony z córką cesarza Fryderyka II Małgorzatą (zaledwie roczną wówczas). Jednak gdy doszło do rozłamu Fryderyka z papiestwem, Ludowingowie pozostali lojalni papieżowi i w październiku 1239 roku Herman poślubił Helenę, córkę cesarskiego rywala księcia Brunszwiku i Lüneburga Ottona I z rodu Welfów. W 1240 roku Herman przebywał na dworze króla Francji Ludwika IX Świętego. Wkrótce po powrocie do Turyngii zmarł, a wobec braku potomków jego sukcesorem został stryj Henryk Raspe, ostatni przedstawiciel rodu Ludowingów. Niektóre źródła z epoki zawierają informacje o tym, iż Herman zmarł wskutek otrucia, brak jednak na to dowodów.